# Easah Suliman
Easah Zaheer Suliman (Birmingham, 26 januari 1998) is een Engels voetballer die als verdediger op huurbasis van Aston Villa FC voor FC Emmen speelde tot 31 december 2018.

## Carrière
Sinds 2015 maakt Suliman deel uit van het eerste elftal van Aston Villa FC, echter blijft een doorbraak uit. In de seizoenen 2016/17 en 2017/18 wordt hij achtereenvolgens verhuurd aan Cheltenham Town FC en Grimsby Town FC, beide uitkomend op het vierde niveau. In augustus 2018 werd bekendgemaakt dat FC Emmen de verdediger voor een jaar huurt van de Engelse club.

### Carrièrestatistieken
| Seizoen                         | Club                 | Land            | Competitie      | Competitie | Competitie | Beker | Beker | Internationaal | Internationaal | Overig | Overig | Totaal | Totaal |
| Seizoen                         | Club                 | Land            | Competitie      | Wed.       | Dlp.       | Wed.  | Dlp.  | Wed.           | Dlp.           | Wed.   | Dlp.   | Wed.   | Dlp.   |
| ------------------------------- | -------------------- | --------------- | --------------- | ---------- | ---------- | ----- | ----- | -------------- | -------------- | ------ | ------ | ------ | ------ |
| 2016/17                         | Aston Villa FC       | Engeland        | Championship    | 0          | 0          | 0     | 0     | 0              | 0              | 0      | 0      | 0      | 0      |
| 2016/17                         | → Cheltenham Town FC | Engeland        | League Two      | 9          | 0          | 3     | 0     | 0              | 0              | 0      | 0      | 12     | 0      |
| 2017/18                         | Aston Villa FC       | Engeland        | Championship    | 0          | 0          | 1     | 0     | 0              | 0              | 0      | 0      | 1      | 0      |
| 2017/18                         | → Grimsby Town FC    | Engeland        | League Two      | 2          | 0          | 0     | 0     | 0              | 0              | 0      | 0      | 2      | 0      |
| 2018/19                         | Aston Villa FC       | Engeland        | Championship    | 0          | 0          | 0     | 0     | 0              | 0              | 0      | 0      | 0      | 0      |
| 2018/19                         | → FC Emmen           | Nederland       | Eredivisie      | 0          | 0          | 0     | 0     | 0              | 0              | 0      | 0      | 0      | 0      |
| Carrière totaal                 | Carrière totaal      | Carrière totaal | Carrière totaal | 11         | 0          | 4     | 0     | 0              | 0              | 0      | 0      | 15     | 0      |
| Bijgewerkt tot 17 augustus 2018 |                      |                 |                 |            |            |       |       |                |                |        |        |        |        |

## Erelijst
| Europees kampioen | 1x | 2017 |